# 中臀筋
中臀筋（ちゅうでんきん、英語: gluteus medius muscle）は、臀筋のうちの1つである。ヒトでは小臀筋と同じく股関節の外転を行う他、股関節の内旋にもわずかに関わる。腸骨翼の前殿筋線および後殿筋線の間にある殿筋面、腸骨稜および自身の筋膜から起こり、大転子外側面で終わる。なお、臀筋の中では大臀筋が下臀神経による支配を受けているのに対して、中臀筋は小臀筋と同じく上臀神経による支配を受けている。ちなみに、臀部への筋肉注射の際は、大臀筋よりも小さな筋肉である中臀筋の限られた位置に行うことが推奨されている。